# Симаков Олексій Олегович
Олексій Олегович Симаков (рос. Алексей Олегович Симаков; 7 квітня 1979, м. Свердловськ, СРСР) — російський хокеїст, правий нападник. Майстер спорту міжнародного класу.

## Ігрова кар'єра
Вихованець хокейної школи «Юність» (Єкатеринбург), тренери — О. Симаков, А. Мошнов, Л. Грязнов, М. Малько. Виступав за «Динамо-Енергія» (Єкатеринбург), «Нафтохімік» (Нижньокамськ), «Ак Барс» (Казань), ЦСКА (Москва), СКА (Санкт-Петербург), «Металург» (Магнітогорськ), «Автомобіліст» (Єкатеринбург), «Югра» (Ханти-Мансійськ), СК «Прогрим Георгень» (Георгень), «Сокіл» (Красноярськ).
У складі національної збірної Росії провів 35 матчів (2+10); учасник EHT 2005, 2006, 2007 і 2008.
Освіта — вища. Закінчив Уральську державну академію фізичної культури і спорту.
Дружина — Наталія. Дочки — Христина (2000 р.н.) і Валерія (2006).

## Досягнення
- Бронзовий призер чемпіонату КХЛ (2009)
- Срібний призер Ліги чемпіонів (2009).